# Katarina Srebotnik
Katarina Srebotnik (Slovenj Gradec, 12 de Março de 1981) é uma ex-tenista profissional eslovena, que foi n° 1 de duplas e 20 em simples do ranking mundial da WTA.
Eximia duplista, Katarina conquistou 6 títulos de Grand Slam de tênis na carreira, sendo 1 em duplas e 5 em duplas mistas. Além disso, foi finalista de torneios do Grand Slam em outras 10 oportunidades.
O último jogo da carreira foi durante o Torneio de Roland Garros de 2020, onde perdeu na 1ª fase, com a parceria de Anna-Lena Friedsam. A formalização da aposentadoria só aconteceu em 2022, quando foi homenageada em sua terra natal, durante o WTA de Portorož.

## Finais

### Grand Slam

#### Duplas: 5 (1–4)
| Posição | Ano  | Torneio       | Piso   | Parceria      | Adversários                    | Resultado     |
| ------- | ---- | ------------- | ------ | ------------- | ------------------------------ | ------------- |
| Campeã  | 2011 | Wimbledon     | grama  | Květa Peschke | Sabine Lisicki Samantha Stosur | 6–3, 6–1      |
| Vice    | 2010 | Roland Garros | saibro | Květa Peschke | Serena Williams Venus Williams | 2–6, 3–6      |
| Vice    | 2007 | Wimbledon     | grama  | Ai Sugiyama   | Cara Black Liezel Huber        | 6–3, 3–6, 2–6 |
| Vice    | 2007 | Roland Garros | saibro | Ai Sugiyama   | Alicia Molik Mara Santangelo   | 56–7, 4–6     |
| Vice    | 2006 | US Open       | duro   | Dinara Safina | Nathalie Dechy Vera Zvonareva  | 56–7, 5–7     |

#### Duplas Mistas: 11 (5–6)
| Posição | Ano  | Torneio         | Piso   | Parceria       | Adversários                        | Resultado         |
| ------- | ---- | --------------- | ------ | -------------- | ---------------------------------- | ----------------- |
| Vice    | 2011 | Roland Garros   | saibro | Nenad Zimonjić | Casey Dellacqua Scott Lipsky       | 66–7, 6–4, [7–10] |
| Campeã  | 2011 | Australian Open | duro   | Daniel Nestor  | Yung-Jan Chan Paul Hanley          | 6–3, 3–6, [10–7]  |
| Campeã  | 2010 | Roland Garros   | saibro | Nenad Zimonjić | Yaroslava Shvedova Julian Knowle   | 4–6, 7–65, [11–9] |
| Vice    | 2008 | Wimbledon       | grama  | Mike Bryan     | Samantha Stosur Bob Bryan          | 5–7, 4–6          |
| Vice    | 2008 | Roland Garros   | saibro | Nenad Zimonjić | Victoria Azarenka Bob Bryan        | 2–6, 46–7         |
| Vice    | 2007 | Roland Garros   | saibro | Nenad Zimonjić | Nathalie Dechy Andy Ram            | 5–7, 3–6          |
| Campeã  | 2006 | Roland Garros   | saibro | Nenad Zimonjić | Elena Likhovtseva Daniel Nestor    | 6–3, 6–4          |
| Vice    | 2005 | US Open         | duro   | Nenad Zimonjić | Daniela Hantuchová Mahesh Bhupathi | 4–6, 2–6          |
| Campeã  | 2003 | US Open         | duro   | Bob Bryan      | Lina Krasnoroutskaya Daniel Nestor | 5–7, 7–5, 7–65    |
| Vice    | 2002 | US Open         | duro   | Bob Bryan      | Lisa Raymond Mike Bryan            | 116–7, 16–7       |
| Campeã  | 1999 | Roland Garros   | saibro | Piet Norval    | Larisa Neiland Rick Leach          | 6–3, 3–6, 6–3     |